# Église Saint-Lazare de Nevers
Pour les articles homonymes, voir Église Saint-Lazare.

## Localisation
L'église Saint-Lazare est une église catholique située à Nevers, en France.
Adresse : faubourg du Mouësse.